# Ostatnia taśma

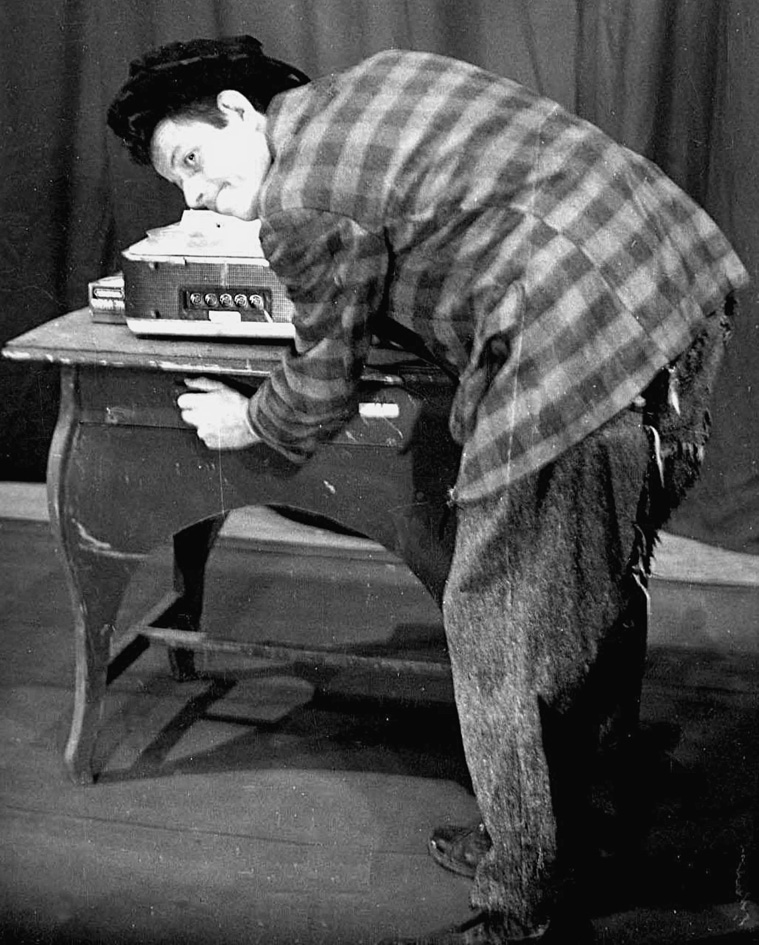
Bore Angelovski jako Krapp.

Ostatnia taśma (oryg. Krapp's Last Tape, fr. La Dernière Bande) – sztuka teatralna autorstwa Samuela Becketta napisana i opublikowana w 1958 roku. Premiera spektaklu miała miejsce w tym samym roku w Royal Court Theatre w Londynie. Dramat był reżyserowany przez Becketta dwukrotnie w Berlinie Zachodnim i dwukrotnie w Paryżu.

## Zarys fabuły
Akcja dramatu rozgrywa się w przyszłości. Tytułowy Krapp jest starszym, samotnym człowiekiem, który miał zwyczaj od 24 roku życia co rok nagrywać swój głos na taśmę magnetofonową. W swoich nagraniach Krapp opowiadał co przydarzyło mu się przez miniony rok. Pewnego razu odsłuchał taśmy, którą nagrał w wieku 39 lat. Z niej widzowie dowiadują się między innymi o miłości, którą Krapp porzucił dla napisania powieści swojego życia (która ostatecznie nie odniosła żadnego sukcesu), oraz o innych wydarzeniach z jego życia.

## Tłumaczenie tytułu
Według tłumacza Antoniego Libery w zamierzeniu Becketta oryginalny tytuł, czyli Ostatnia taśma Krappa nie jest zobowiązujący dla pozostałych wersji językowych. Słowo "Krapp" jest sugestywne jedynie w języku angielskim, gdzie kojarzy się ze słowem "scrap", czyli "skrawek". Ani w niemieckiej, ani we francuskiej wersji w tytule nie pojawiło się słowo Krapp, dlatego tytuł został przetłumaczony na polski jako po prostu Ostatnia taśma.